# I segreti dei cinque cicloni
I segreti dei cinque cicloni è cortometraggio del 2009 diretto da Raman Hu, uno spin-off della DreamWorks Animation, semi-sequel di Kung Fu Panda, uscito nel 2008.
Il film è uscito direttamente in DVD in tutto il mondo durante le vacanze di Pasqua il 7 aprile 2009. L'anteprima italiana del film si è svolta alla Cartoons on the Bay, festival dell'animazione tenutosi dal 2 al 5 aprile 2009, tra Rapallo, Portofino e Santa Margherita Ligure, promosso da Rai e organizzato da Rai Trade in collaborazione con Rai Fiction e con il contributo del Sistema Turistico Locale Terre di Portofino.

## Trama
Il panda Po è considerato da tutti un eroe per aver sconfitto il nemico Tai Lung e aver salvato la Valle della Pace. Il Maestro Shifu ora ha un'ampia fiducia nelle capacità di Po e pensa che il panda possa diventare un buon maestro di kung fu, così lo obbliga ad insegnare ad un gruppo di impazienti coniglietti della Valle della Pace.
Po tuttavia si dimostra incapace di tenere loro a bada, così, per spiegare che il kung fu non è solo combattimento, racconta agli studenti la storia dei Cinque Cicloni e del cammino da loro percorso per diventare i professionisti di ora.
Mantide fin da giovane è sempre stato molto forte, ma tremendamente impaziente, tanto che gli sembrava che il tempo scorresse così lentamente da sembrare fermo. Un giorno, una capra chiede il suo aiuto per sgominare dei banditi coccodrilli ma la sua impazienza gli fece ignorare i consigli della signora, portandolo in una trappola. Per riuscire a fuggire, Mantide attese molto a lungo fingendosi morto: quando i coccodrilli aprirono la gabbia, Mantide sgominò rapidamente tutti i banditi. Mantide aveva imparato la virtù della pazienza.
Vipera è la figlia del Grande Maestro Vipera, le cui zanne erano così velenose da mettere fuori gioco un grande gruppo di banditi in un solo morso. Purtroppo, quando vide che la figlia era nata senza zanne, egli si afflisse temendo di non poter contare su un nuovo guerriero con cui continuare il suo retaggio. Crescendo, Vipera imparò a danzare con il nastro per rallegrare il padre. Tempo dopo, durante il grande Festa della Luna, il Grande Maestro Vipera fu sfidato da un bandito gorilla, la cui armatura in ferro infranse le zanne del Grande Maestro Vipera. Vedendo suo padre in pericolo, Vipera corse a salvarlo, e sconfisse il bandito gorilla grazie alle sue abilità con il nastro. Il Grande Maestro Vipera scoprì che la figlia aveva trovato il coraggio, una dote per più potente di qualunque veleno.
Gru era il bidello di una famosissima accademia di arti marziali, ma Mei Ling, l'allieva migliore della scuola, lo incoraggiò a partecipare all'esame di amissione. Nonostante fosse troppo smilzo per una vera e propria forza fisica e anche troppo pauroso per tentare di superare l'esame, Gru contò sulla sua agilità e superò l'esame dimostrando di avere una forte fiducia in sé stesso.
Tigre è nata in un orfanotrofio ed era considerata da tutti un mostro poiché non sapeva controllare la propria forza, portandola all'isolamento, senza possibilità di trovare una famiglia. Un giorno, il Maestro Shifu si recò all'orfanotrofio, e per nulla intimorito dalla sua forza, decise di insegnarle la disciplina. Dopo molto tempo, Tigre riuscì a controllare la sua forza e a guadagnarsi le simpatie dell'intero orfanotrofio. Purtroppo, non riuscì ad avere una famiglia, dato che tutti gli adulti avevano ancora paura di lei, ma Shifu la portò con sé al Palazzo di Giada, adottandola come figlia sua.
Scimmia, da giovane, tormentava il suo villaggio con i suoi scherzi, tra cui l'abitudine di rubare anche le cinture alle vittime. Dopo una serie di tentativi con delle guardie, gli abitanti del villaggio chiamarono il Maestro Oogway, che lo sfidò in battaglia: egli sconfisse facilmente Scimmia poiché non portava la cintura. Umiliato, Scimmia accettò la sconfitta, ma Oogway lo incoraggiò a mostrare più compassione verso il prossimo.
Infine, i coniglietti chiedono a Po di raccontare il suo primo giorno di lezione, ma il panda si spaventa in un primo momento, ricordando i disastri combinati.

## Distribuzione

### Edizione home video

#### Dati tecnici DVD

##### Video
1.78:1 Widescreen Anamorfico

##### Audio
Dolby Digital Italiano, Inglese, Spagnolo, Catalano: 5.1

##### Sottotitoli
Italiano, Inglese, Spagnolo, Catalano

#### Contenuti speciali
- Giochi di abilità
- Impara a disegnare
- Trova il raviolo nascosto!
- Scatena il Panda-monio con la tua creatività
- Viaggio nella terra del panda
- Impara la Panda Dance
- Pratichi il Kung Fu?
- Scopri i segni zodiacali cinesi
- Gli animali di Kung Fu Panda
- Quale stile di Kung Fu hai?